# Remember Me (computerspel)
Remember Me is een action-adventure stealth game ontwikkeld door Dontnod Entertainment en uitgegeven door Capcom. Het werd in juni 2013 uitgegeven voor drie platformen:Microsoft Windows, de PlayStation 3 en de Xbox 360. Het spel was eerst aangekondigd op de Gamescom van 2011 door de uitgever Capcom als Adrift. Het spel werd nog een keer aangekondigd op de Gamescom van 2012, maar ditmaal onder Remember Me, waaronder het spel is uitgekomen.

## Verhaal
De speler volgt het verhaal van Nilin, een "herinneringenjager" die lijdt aan geheugenverlies in de straten van Neo-Parijs, een futuristische versie van Parijs, in 2084. Het bedrijf Memorize heeft een nieuwe hersenimplantaat uitgevonden genaamd Sensation Engine (Sensen), waardoor ruwweg 99% van de bevolking haar herinneringen kan uploaden op het net, alsook een mogelijkheid om ongelukkige of onplezierige herinneringen te verwijderen. Dit geeft Memorize een grote mate van controle over de bevolking waardoor ze een controlestaat konden maken. Dit zorgt ervoor dat een groep van rebellen onder naam "Errorists" proberen om Memorize neer te halen. De uitvinding van Sensen heeft ook gezorgd dat er "Leapers" ontstonden. Dit zijn mensen die verslaafd zijn aan herinneringen die zo veel herinneringen hebben geabsorbeerd dat hun Sensen is aangetast en ze in een onmenselijke vorm zijn gemuteerd. Deze mensen leven in de riolen van Neo-Parijs.

## Ontvangst
Remember Me werd met gemengde gevoelens ontvangen door de gaming pers. Het spel werd geprezen voor de kleurrijke omgevingen, de muziek, het acteerwerk en de hoofdpersoon Nilin. Kritiek was er op de soms eentonige gameplay, het minimale gebruik van de functie om mensen hun herinneringen te bewerken en de lineaire verhaallijn. 

## Vervolg
In 2015 gaf Dontnod aan dat de verhaallijn voor Remember Me 2 af was. Ze moesten enkel nog wachten op toestemming van Capcom om met de productie te beginnen. Uiteindelijk besloot Capcom niet te investeren in een vervolg op Remember Me. In plaats daarvan moest Dontnod zich richten op een nieuw seizoen van Life is Strange, een spel waarin op een soortgelijke wijze als in Remember Me de tijd beïnvloed kan worden. 